# Proflavin
Proflavin (3,6-diaminoakridin) je topikalni antiseptik koji se uglavnom koristi kao komponenta zavoja.

## Spoljašnje veze
|  | Molimo Vas, obratite pažnju na važno upozorenje u vezi sa temama iz oblasti medicine (zdravlja). |